# Ponnur
Ponnur ist eine Stadt im indischen Bundesstaat Andhra Pradesh.
Die Stadt ist Teil des Distrikts Guntur. Ponnur hat den Status einer Municipality. Die Stadt ist in 25 Wards gegliedert. Sie hatte am Stichtag der Volkszählung 2011 insgesamt 59.913 Einwohner, von denen 29.486 Männer und 30.427 Frauen waren. Hindus bilden mit einem Anteil von ca. 76 % die größte Gruppe der Bevölkerung in der Stadt gefolgt von Muslimen mit ca. 21 % und Christen mit ca. 3 %. Die Alphabetisierungsrate lag 2011 bei 78,33 %.
Die Stadt ist durch einen Bahnhof mit dem nationalen Schienennetz verbunden.